# سارا ريندا
سارة ريندا (بالإنجليزية: Sara Renda)‏ هي راقصة باليه إيطالية كلاسيكية. ولدت في 12 فبراير 1991 في باليرمو، إيطاليا. رشحت في 15 ديسمبر 2015 في أوبرا ناشونال دي بوردو [الإنجليزية]، وهي واحدة من أصغر الراقصين الذين حصلوا على هذا التقدير.

## سيرة شخصية
ريندا من مواليد الكامو، في مقاطعة تراباني حيث أمضت سنواتها الأولى هناك. والدتها تعمل كمدرسة للتربية البدنية وبطلة سابقة في التزلج،  يعمل والدها في وزارة العدل. عندما كانت في الثالثة من عمرها، قامت والدتها بتسجيلها في رقصة مدرسة أناماريا كامبانيللي، ثم حضرت تياترو ماسيمو في باليرمو، حيث كانت عضوًا في قسم «الراقصات الصغار». في وقت لاحق، بفضل ماركو بيرين الذي كان يشارك في لجنة تحكيم إحدى المسابقات، نجحت في اختبار الأداء في سن الحادية عشرة ودخلت أكاديمية لا سكالا في ميلانو. تخرجت مع مرتبة الشرف، ولكن نظرًا لعدم اختيارها لباليه، انتقلت في عام 2010 إلى فرنسا.

### حياة مهنية
في سبتمبر 2010 وقعت عقدًا مع أوبرا بوردو بعد أربع سنوات في ديسمبر 2014 تم تعيينها راقصة الباليه، وبعد عام  في سن المبكر 24 تم ترشيحها للنجمة من قبل المخرج تشارلز جود وتيري فوشيه مديرة المسرح.